# Ylikylänjärvi
Ylikylänjärvi är en sjö i kommunen Nurmes i landskapet Norra Karelen i Finland. Sjön ligger 94,5 meter över havet. Den är 18 meter djup. Arean är 1,03 kvadratkilometer och strandlinjen är 10,98 kilometer lång. Sjön  ingår i Vuoksens huvudavrinningsområde.   Den ligger omkring 120 kilometer norr om Joensuu och omkring 440 kilometer nordöst om Helsingfors. 
I sjön finns ön Papinsilmä. 